# Кудобинці
Кудо́бинці —село в Україні, у Зборівській міській громаді Тернопільського району Тернопільської області . Було підпорядковане Млиновецькій сільській раді.(до 2016) 
Розташоване за 5 км від адміністративного центру громади і 3 км від найближчої залізничної станції Зборів (у  с. Млинівці). Через село пролягає автошлях  Зборів–Почаїв.
Територія – 3, 07 кв. км. 
Дворів – 132. Населення – 328 осіб (2014 р.).

## Населення

### Мова
Розподіл населення за рідною мовою за даними перепису 2001 року:
| Мова       | Кількість | Відсоток |
| ---------- | --------- | -------- |
| українська | 393       | 99.24%   |
| російська  | 3         | 0.76%    |
| Усього     | 396       | 100%     |

## Історія
У  селі  виявлено  пам’ятники  археології  –  поселення черняхівської культури Кудобинці І та курган Кудобинці II.
Кудобинці згадані серед сіл Золочівського ключа маєтностей у зв’язку з переходом у 1598 р. від Черинковських у власність Марка Собеського.
У 1880 році в селі було 520 мешканців. У 1929 р. – 120 дворів, 634 жителі. У 1931 р. – 710 мешканців.
У 1920 році парохом Кудобинців був о. Євген Мацелюх, учасник українських визвольних змагань 1918–1920 рр. На еміграції працював у  редакції газети «Українські вісті», дописував до інших часописів, автор книг на богословську тематику.
Діяли  філії  «Просвіти» та інших українських товариств.
У лавах ОУН і УПА боролись за волю України: Микола Бугайський (1912 р. н.), Дмитро Гоменюк («Кривоніс»; р. н. невід.), Іларій Журавель (р. н. невід.), Пилип Каськів (1905 р. н.), Іларій Кравець (р. н. невід.), Іван Кулінець (1904 р. н.), Осип Леськів (1907  р.  н.), Василь
(Оленин)(«Бурий»;  1910  р. н.), Василь Пізецький (р. н. невід.), Іван Сеник (1904 р. н.), Григорій Хом’як (1911 р. н.), Григорій Шпак (1906 р. н.). 
Після відновлення в 1944 р. радянської влади чимало жителів Кудобинців були репресовані та виселені. 
Село газифіковане у 1995 р.
12 червня 2020 року, відповідно до розпорядження Кабінету Міністрів України № 724-р «Про визначення адміністративних центрів та затвердження територій територіальних громад Тернопільської області» увійшло до складу Зборівської міської громади.
19 липня 2020 року, в результаті адміністративно-територіальної реформи та ліквідації Зборівського району, село увійшло до складу Тернопільського району.

## Релігія
- церква святого апостола Івана Богослова (1928, кам'яна, УГКЦ).

## Пам'ятники
Є пам’ятник воїнам, полеглим у роки німецько-радянської війни, стара «фіґура» Ісуса Христа (час встановлення невідомий)

## Соціальна сфера
Діють фельдшерський пункт, клуб, бібліотека, крамниці

## Галерея

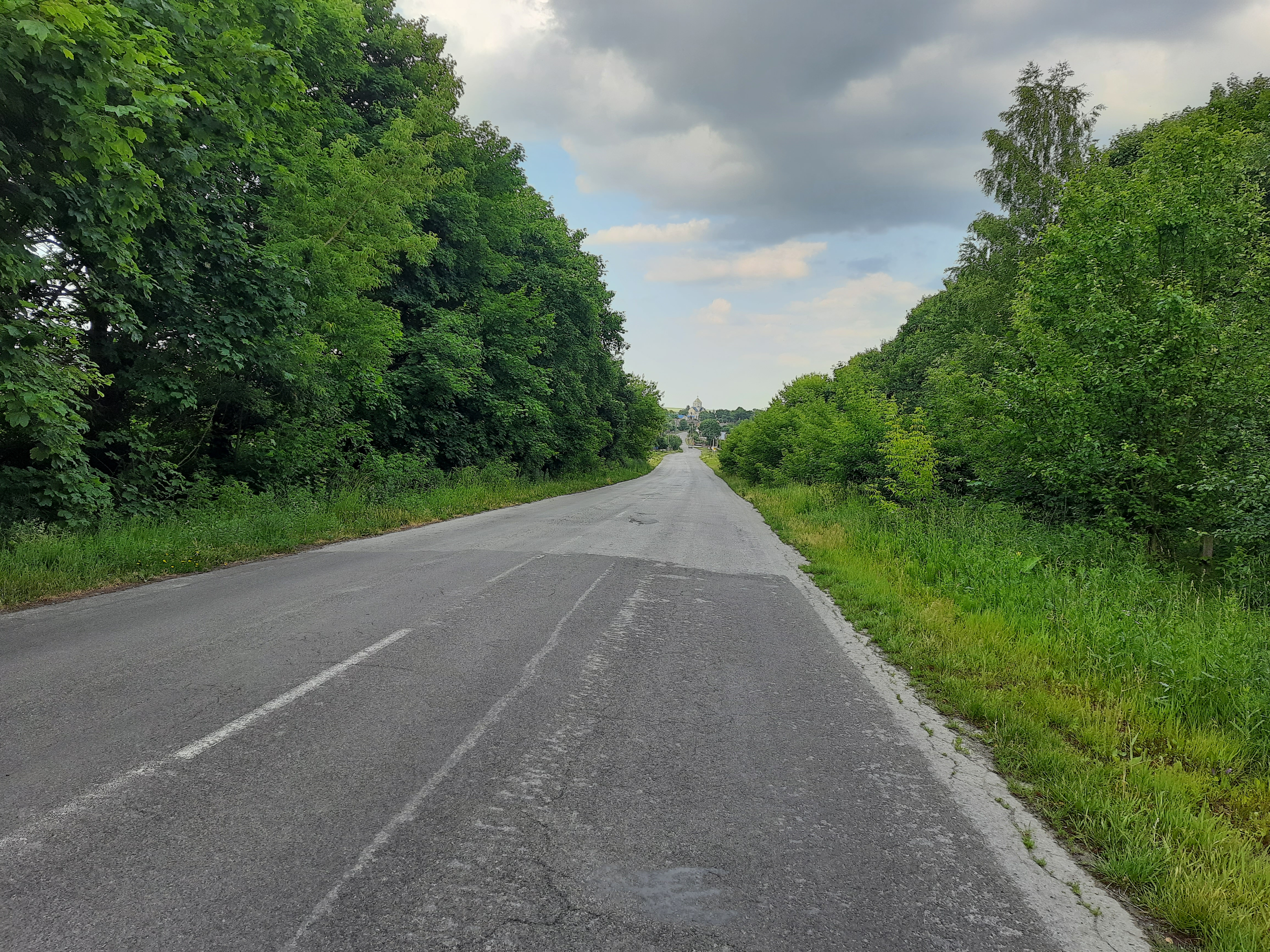
Дорога в село
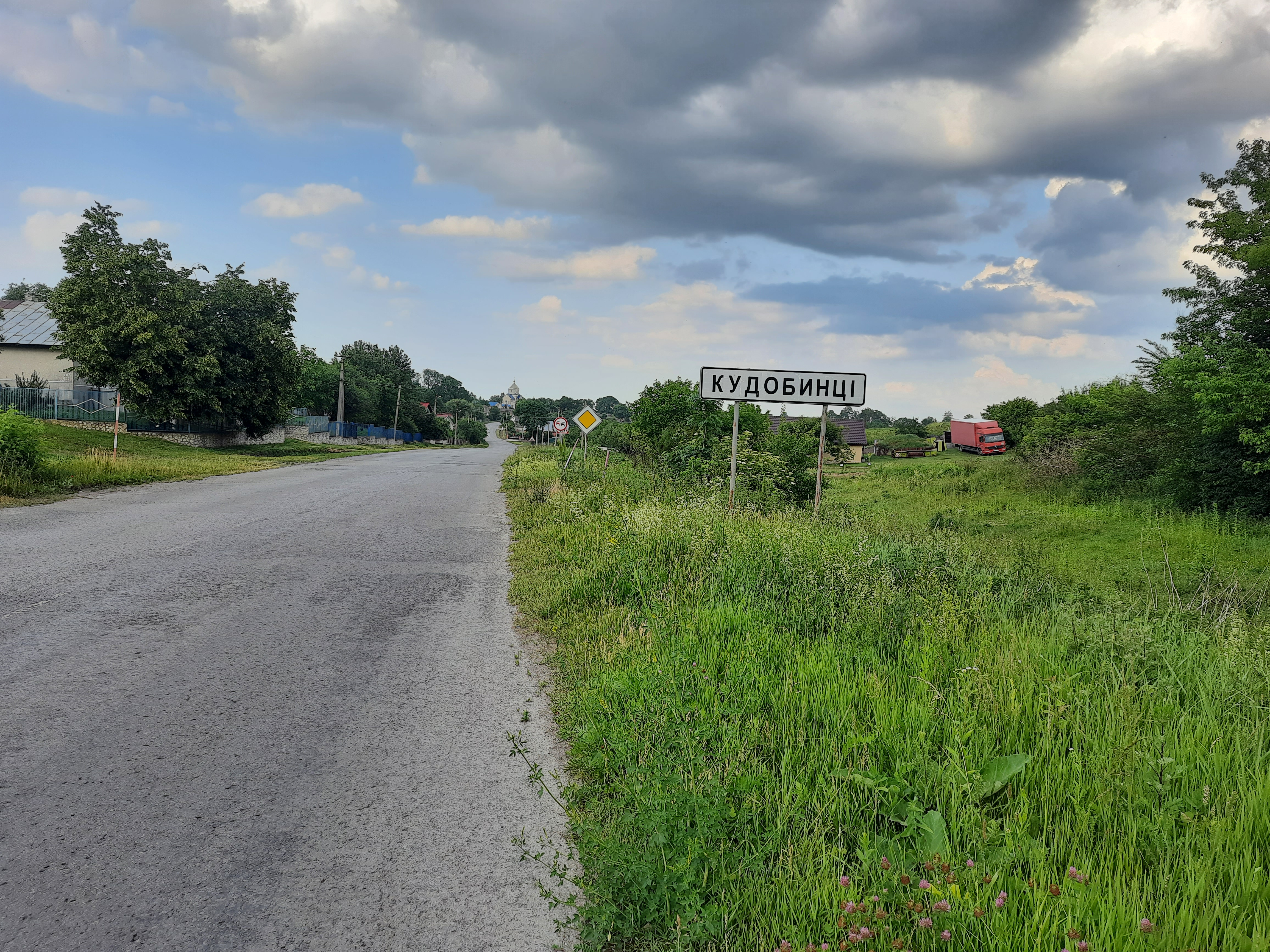
Дорожній знак при в'їзді в село
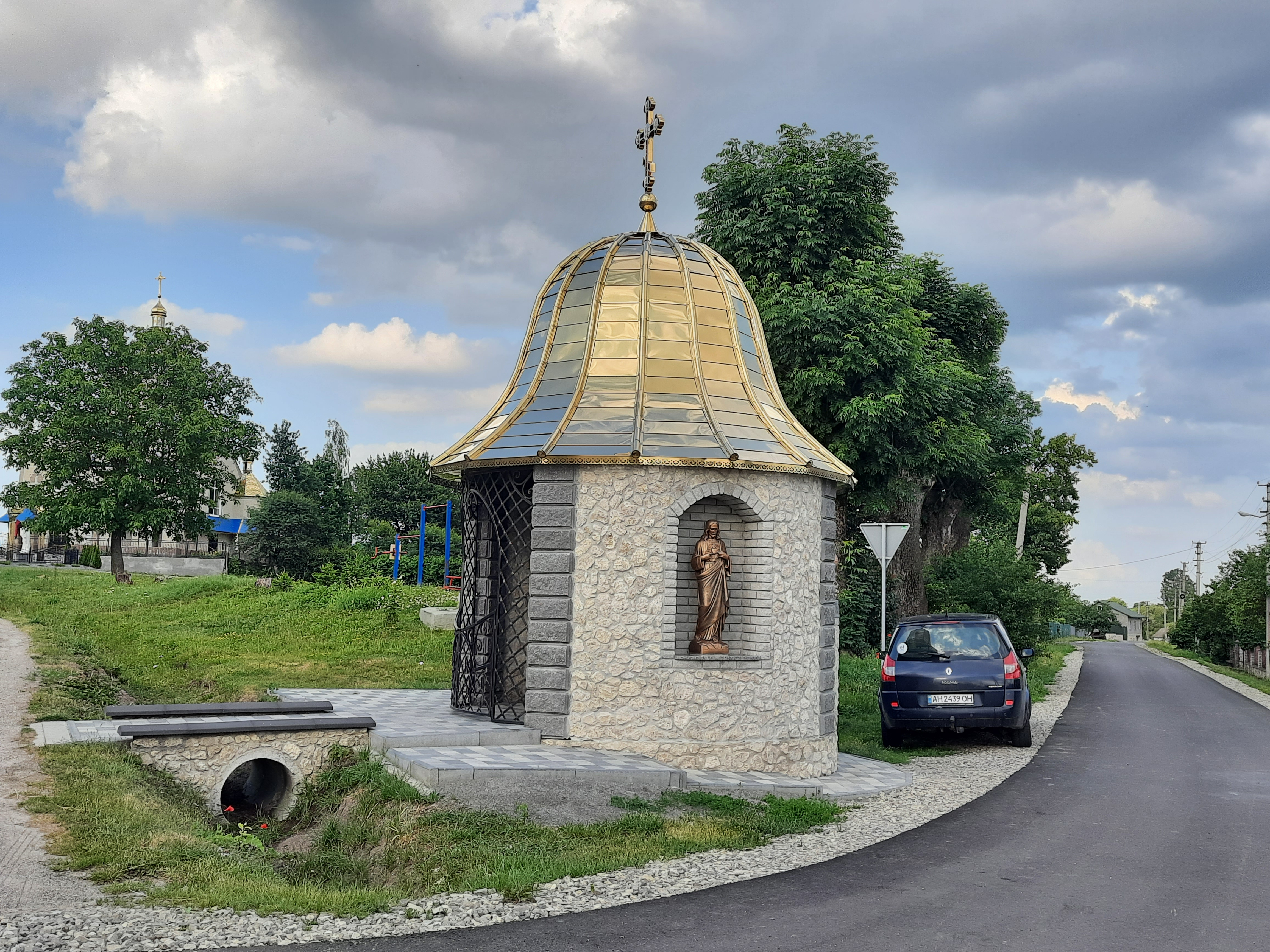
Капличка
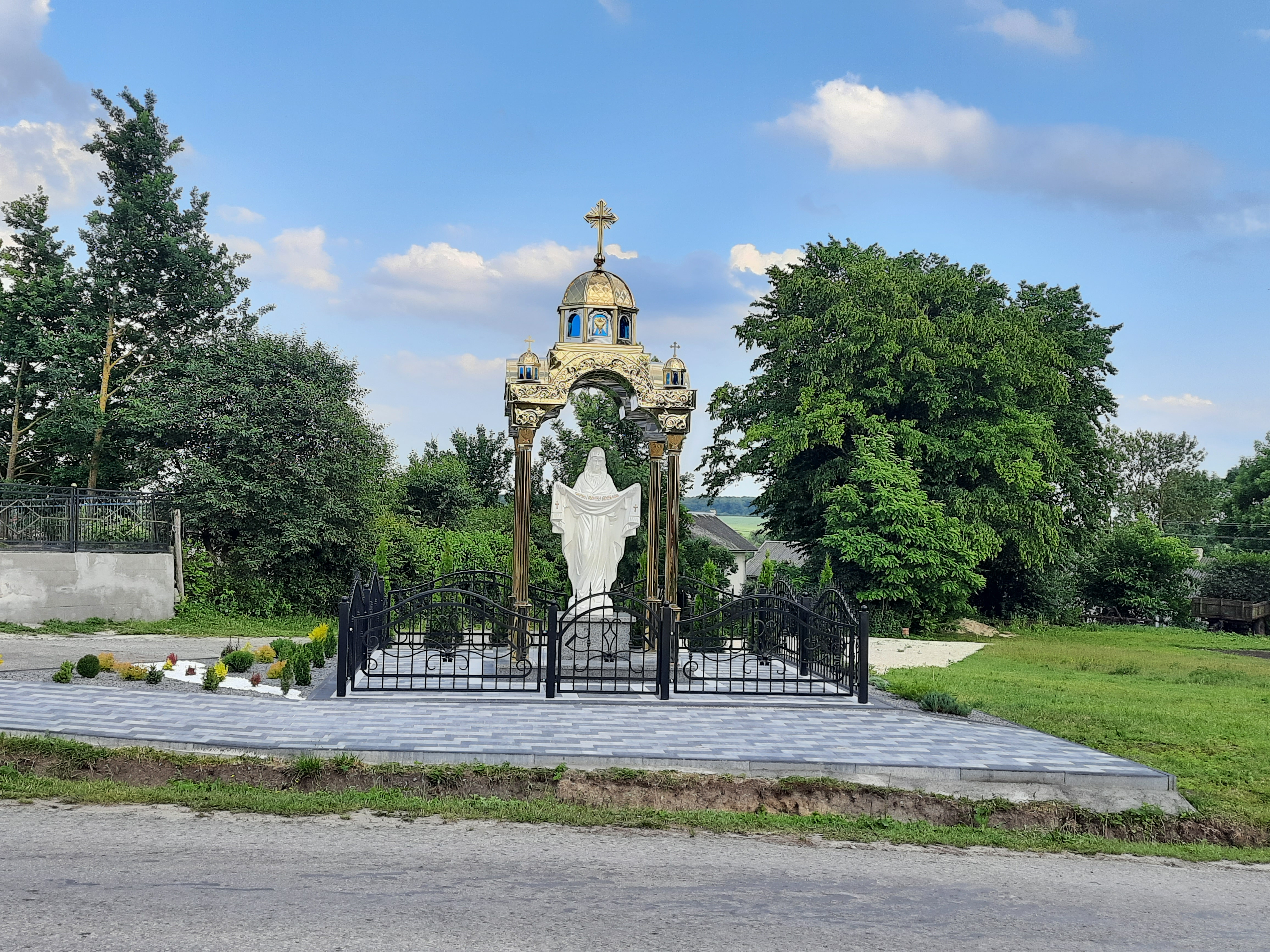
Статуя Божої Матері
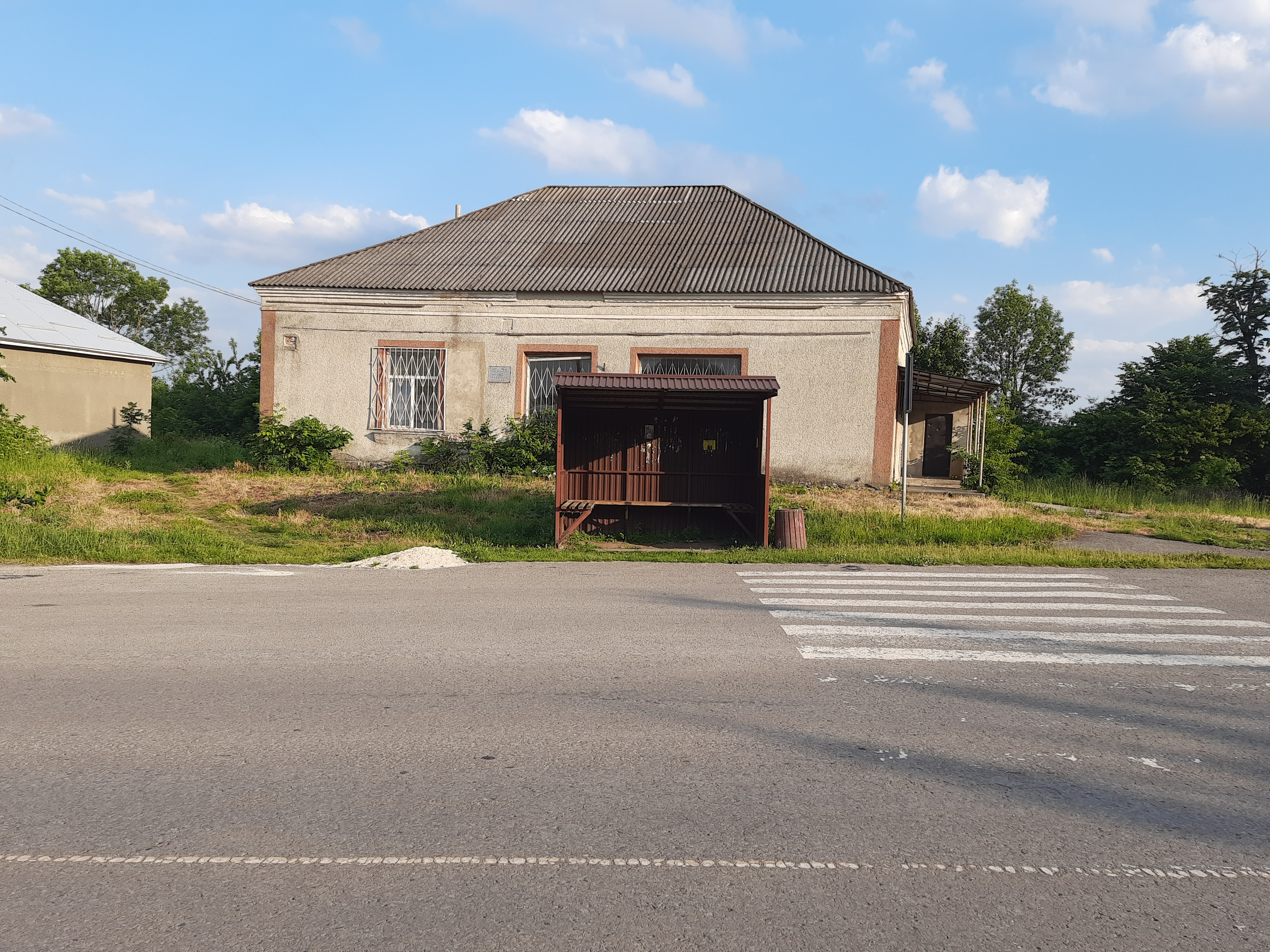
Автобусна зупинка